# Антуко (вулкан)
Вулка́н Анту́ко (ісп. Volcán Antuco) — стратовулкан в чилійському департаменті Біобіо на узбережжі озера Лагуна-дель-Лаха.
Перше зареєстроване виверження відбулося в 1624 році, але також відомо, що вулкан проявляв певну активності в 16 столітті. Виверження 1624 року було стромболіанського типу та сформувало лавові потоки і призвело до викиду пірокластичного матеріалу. Після цього виверження було зареєстровано багато інших, оскільки вулкан розташований поблизу Андського гірського перевалу, через який пройшли іспанці. 24-30 квітня 2013 р місцеві мешканці повідомили про ознаки активності, пілот навіть повідомив про викидання попелу з вулкана. Консультативний центр з питань вулканічного попелу в Буенос-Айресі, Аргентина, дослідив і визначив, що з Антуко вивільнялися лише сліди газів і пара.